# Mistrzostwa Świata w Kolarstwie Torowym 1894
2. Mistrzostwa Świata w Kolarstwie Torowym 1894 odbyły się w belgijskiej Antwerpii, na Velodroom Zurenborg. Były to ostatnie mistrzostwa, na których rozegrany został wyścig na 10 km amatorów.

## Medaliści

### Mężczyźni
| Konkurencja                            | Złoto         | Srebro     | Brąz                |
| -------------------------------------- | ------------- | ---------- | ------------------- |
| Sprint indywidualny amatorów           | August Lehr   | Jaap Eden  | William Broadbridge |
| Wyścig ze startu zatrzymanego amatorów | Wilhelm Henie | Jack Green | Jan Van Oolen       |
| Wyścig na 10 km amatorów               | Jaap Eden     | John Green | Tommy Osborne       |

## Klasyfikacja medalowa
| Miejsce | Państwo              |   |   |   | Razem |
| ------- | -------------------- | - | - | - | ----- |
| 1.      | Holandia             | 1 | 1 | 0 | 2     |
| 2.      | Cesarstwo Niemieckie | 1 | 0 | 0 | 1     |
|         | Norwegia             | 1 | 0 | 0 | 1     |
| 4.      | Wielka Brytania      | 0 | 2 | 2 | 4     |
| 5.      | Belgia               | 0 | 0 | 1 | 1     |